# Petra Rohrmann
Petra Rohrmann, né le 30 juillet 1962 à Zella-Mehlis est une ancienne fondeuse allemande.